# Cesárea segmentaria baja

Comparación de algunas incisiones utilizadas en una cesárea:
Is: Incisión supraumbilical
Im: Incisión media
IM: Incisión de Maylard
IP: Incisión de Pfannenstiel

La cesárea segmentaria baja (uterina) es el tipo de cesárea más común. Por lo general, el bebé se extrae mediante una incisión transversal en el segmento uterino inferior, justo por encima de la unión de la vejiga urinaria con el útero. Este tipo de incisión produce menos pérdida de sangre y es más fácil de reparar que otros tipos de cesáreas.

## Método
La ubicación de una cesárea segmentaria es beneficiosa por las siguientes razones:
- El peritoneo está unido al útero de manera más laxa.
- La contracción es menor que en la parte superior del útero.
- La cicatrización es más eficiente.
- Las suturas permanecen intactas, disminuyendo el riesgo de que se abran.

La mayor parte del sangrado se produce en los ángulos de la incisión, y se pueden utilizar fórceps para controlarlo. Los fórceps Green-Armytage, creadas por el cirujano británico Vivian Bartley Green-Armytage, están diseñados específicamente para este propósito.
Aunque la incisión se realiza con un bisturí afilado, se debe tener cuidado de no dañar al feto, especialmente si las membranas están rotas o en casos de emergencias como un desprendimiento prematuro de placenta. La incisión se puede extender hacia ambos lados utilizando tijeras o mediante disección roma con las manos. Al usar las tijeras, el cirujano debe asegurarse de colocar un dedo debajo del útero para proteger al feto de una lesión accidental. Si se realiza una disección roma, se puede minimizar la pérdida de sangre intraoperatoria. En los casos en los que no se pueda realizar una incisión de Pfannenstiel (como en el caso de un feto grande), se puede optar por una incisión de Kronig (incisión vertical baja), clásica (línea media), en J o en T para abrir el útero.

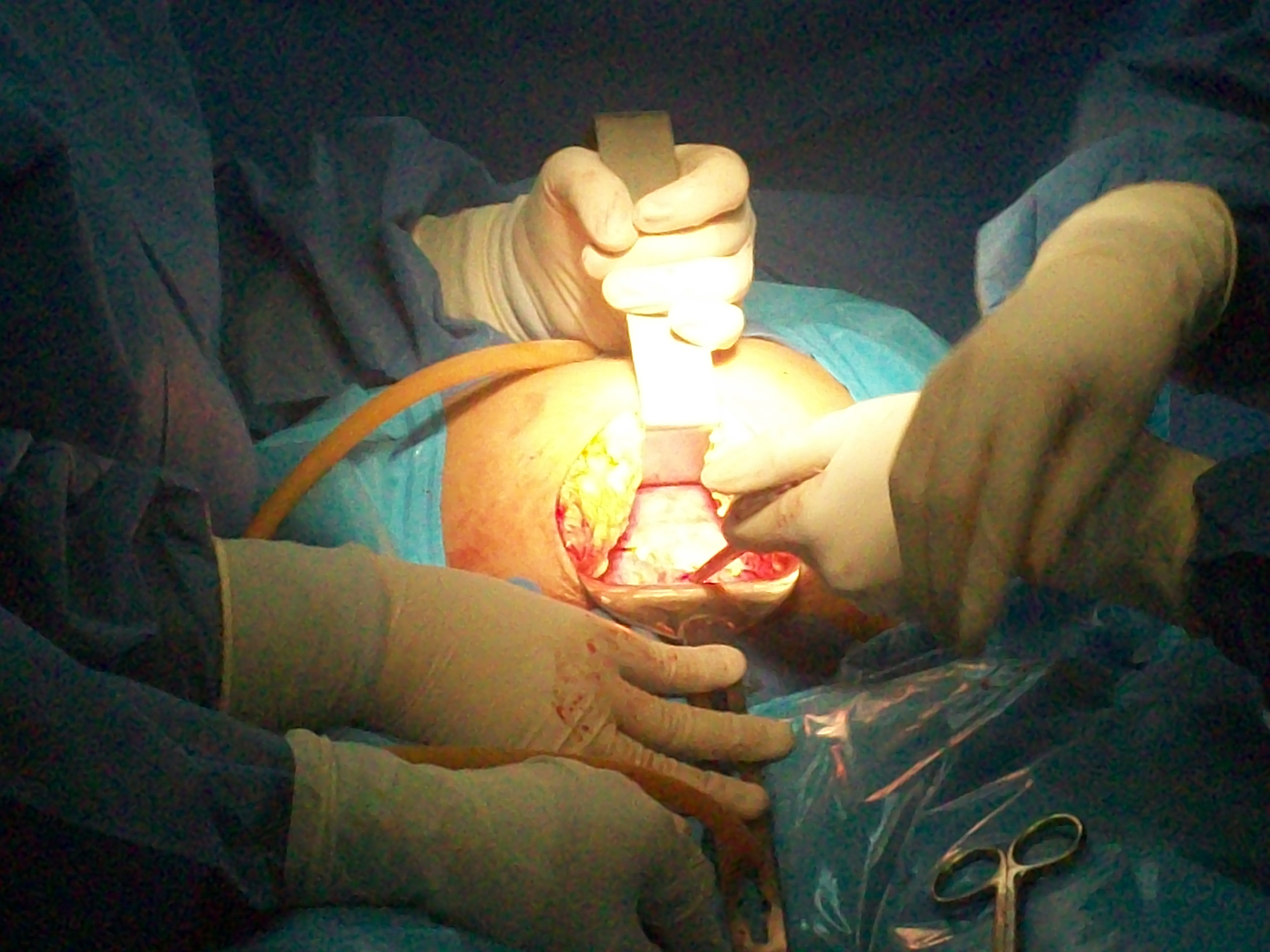
Incisión en la pared abdominal que expone la pared anterior del útero
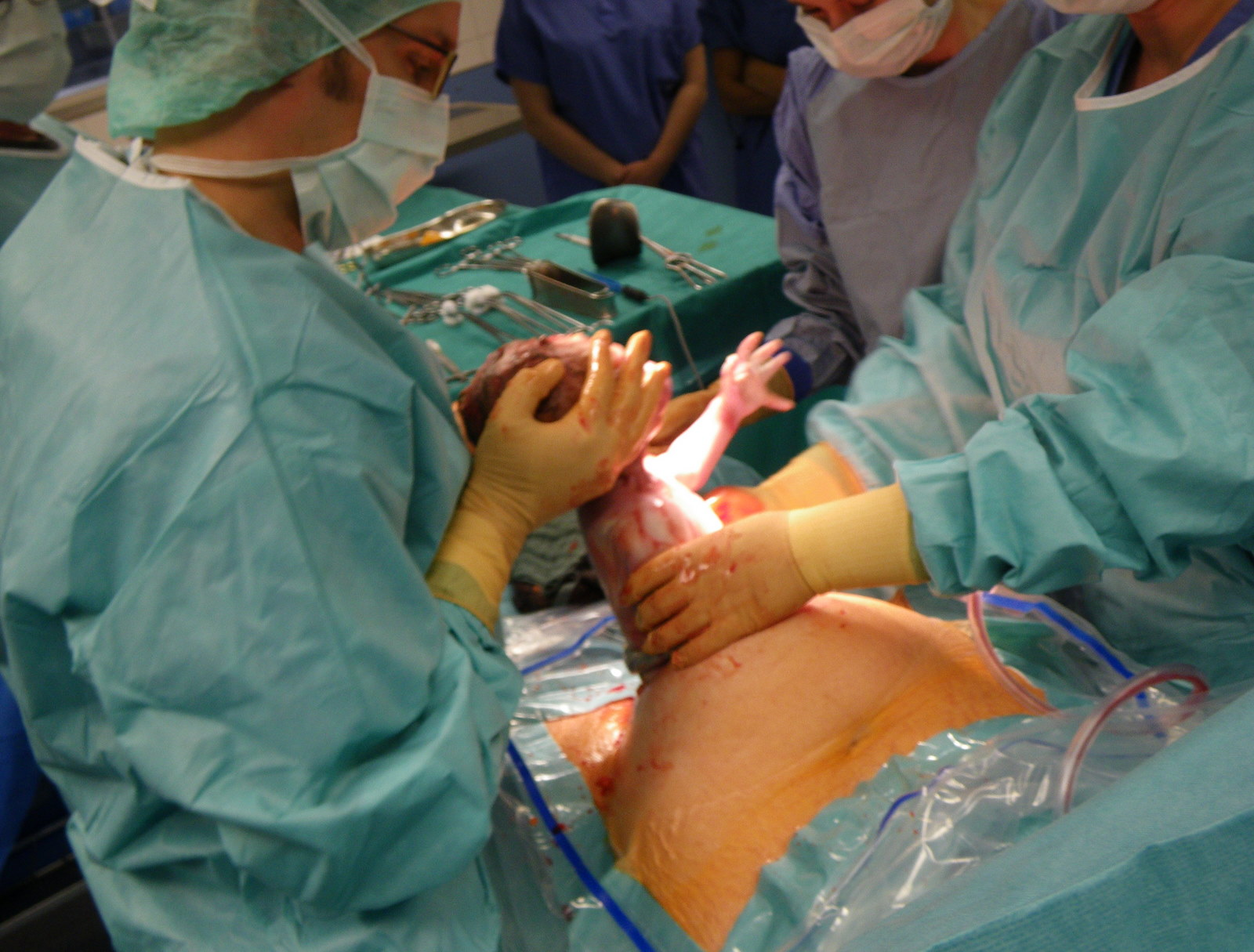
Inicio de la extracción del bebé
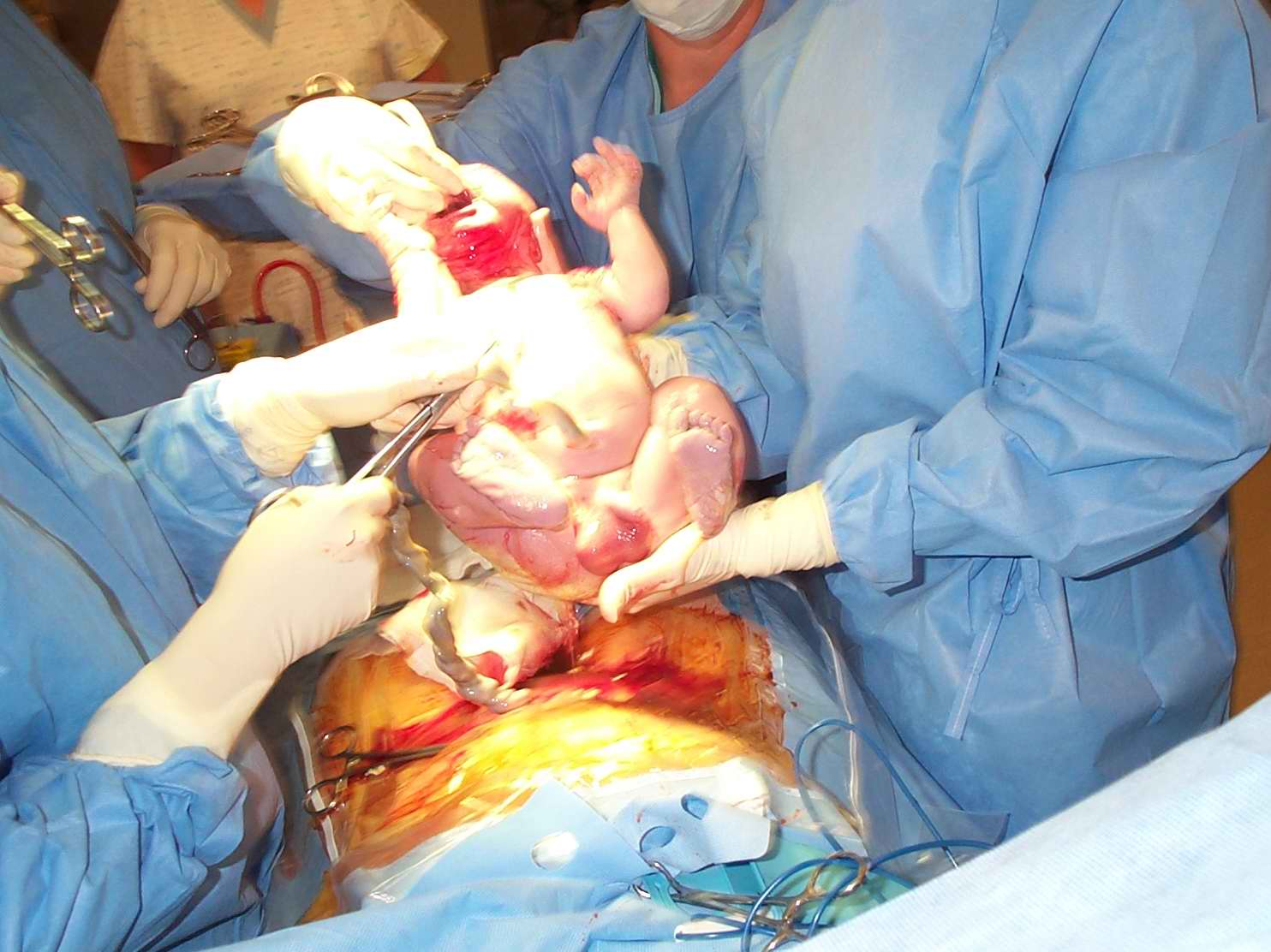
Extracción completa del bebé del útero
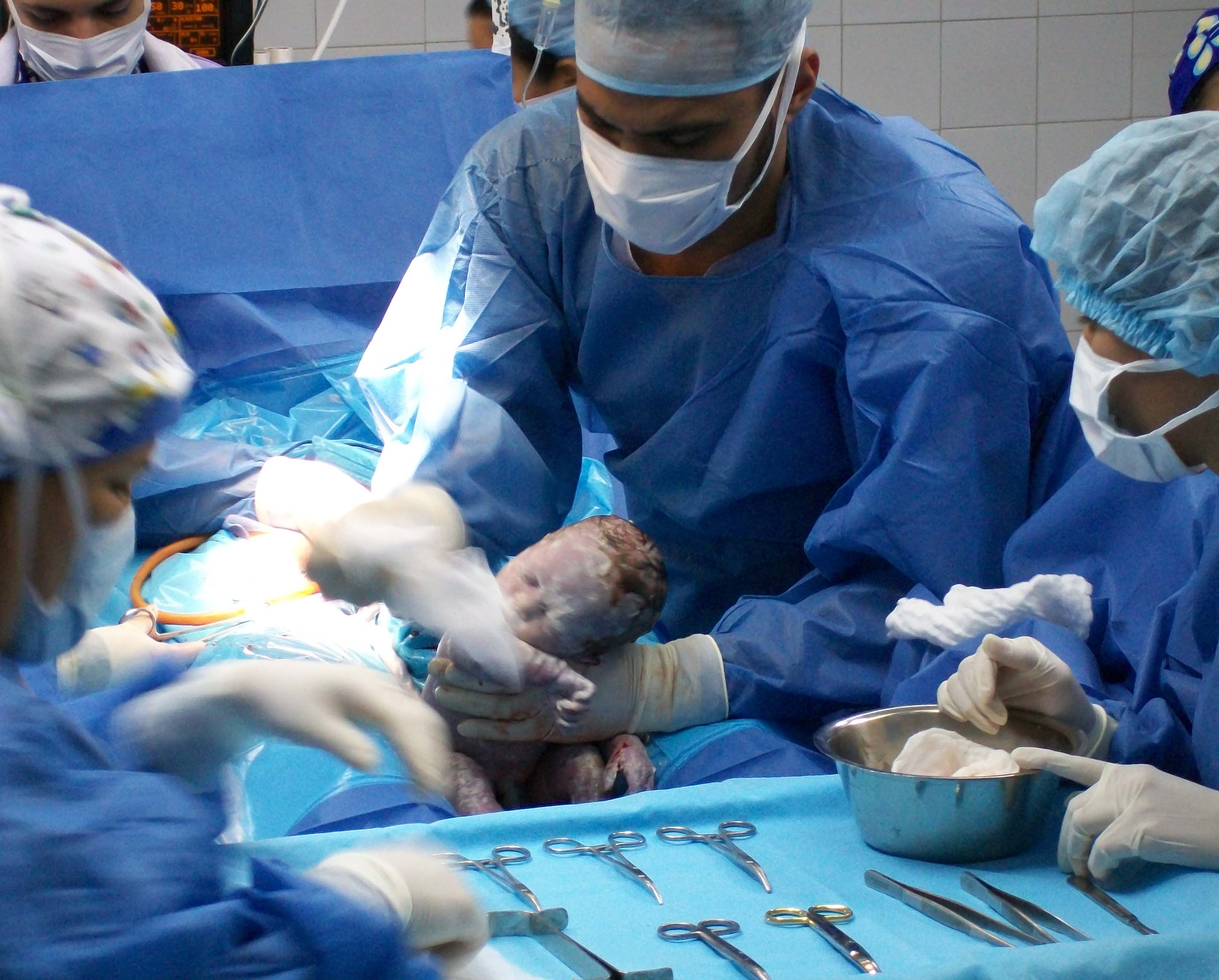
Limpieza previa a la entrega del recién nacido al equipo de pediatría
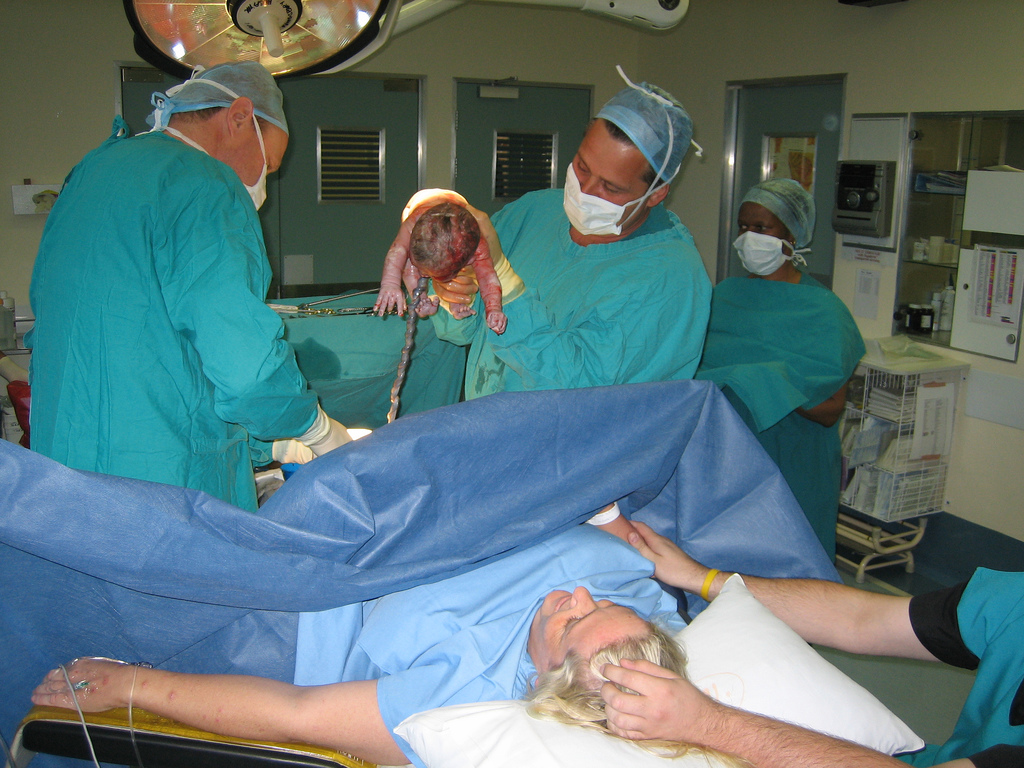
Mostrando el bebé a su madre
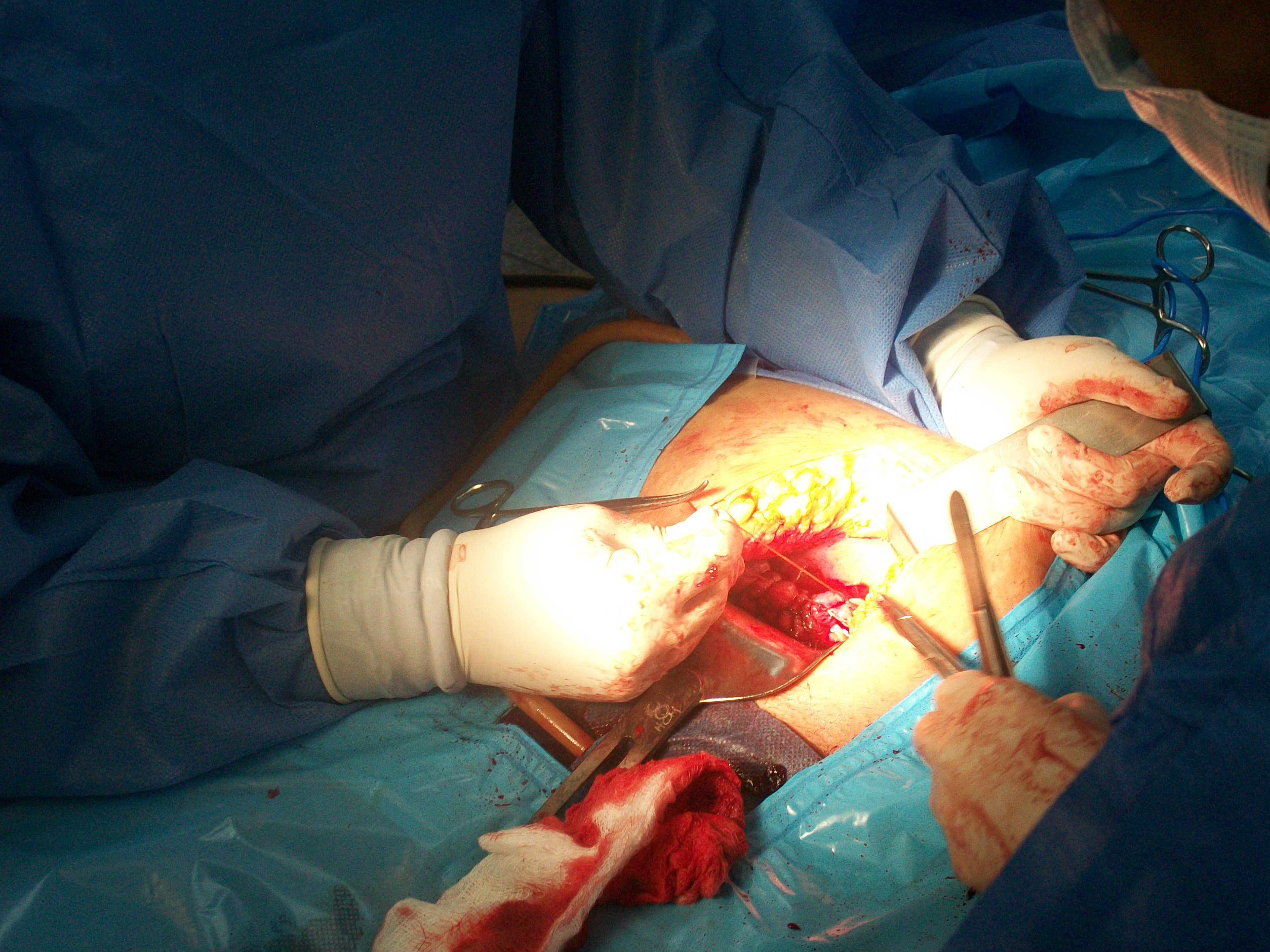
Sutura del útero

## Etimología e historia
El ginecólogo alemán Hermann Johannes Pfannenstiel desarrolló la técnica más utilizada. En Reino Unido, la cirugía fue popularizada por el Dr. Monroe Kerr, quien la empleó por primera vez en 1911. Por esta razón, en los países de habla inglesa a veces se la denomina incisión de Kerr o incisión de Pfannenstiel-Kerr. Kerr publicó sus resultados en 1920, proponiendo que este método causaba menos daño a las áreas vascularizadas del útero que la operación clásica. Sostenía que era superior a la incisión uterina longitudinal en cuanto al riesgo de ruptura de la cicatriz y lesión vascular.

## Lectura adicional
- Cesárea segmentaria baja Cirugía primaria. Volumen uno, capítulo 10: La cirugía del parto.

- Datos: Q6693960